# Буг, Карло фон
Карло фон Боог (нем. Carlo von Boog; 1854, Маджента, Ломбардо-Венецианское королевство — 26 ноября 1905, Вена) — австрийский архитектор и старший сотрудник по вопросам государственного строительства K. und k. В конце жизни работал начальником Нижнеавстрийского строительного отдела считается известным представителем Art-Nouveau

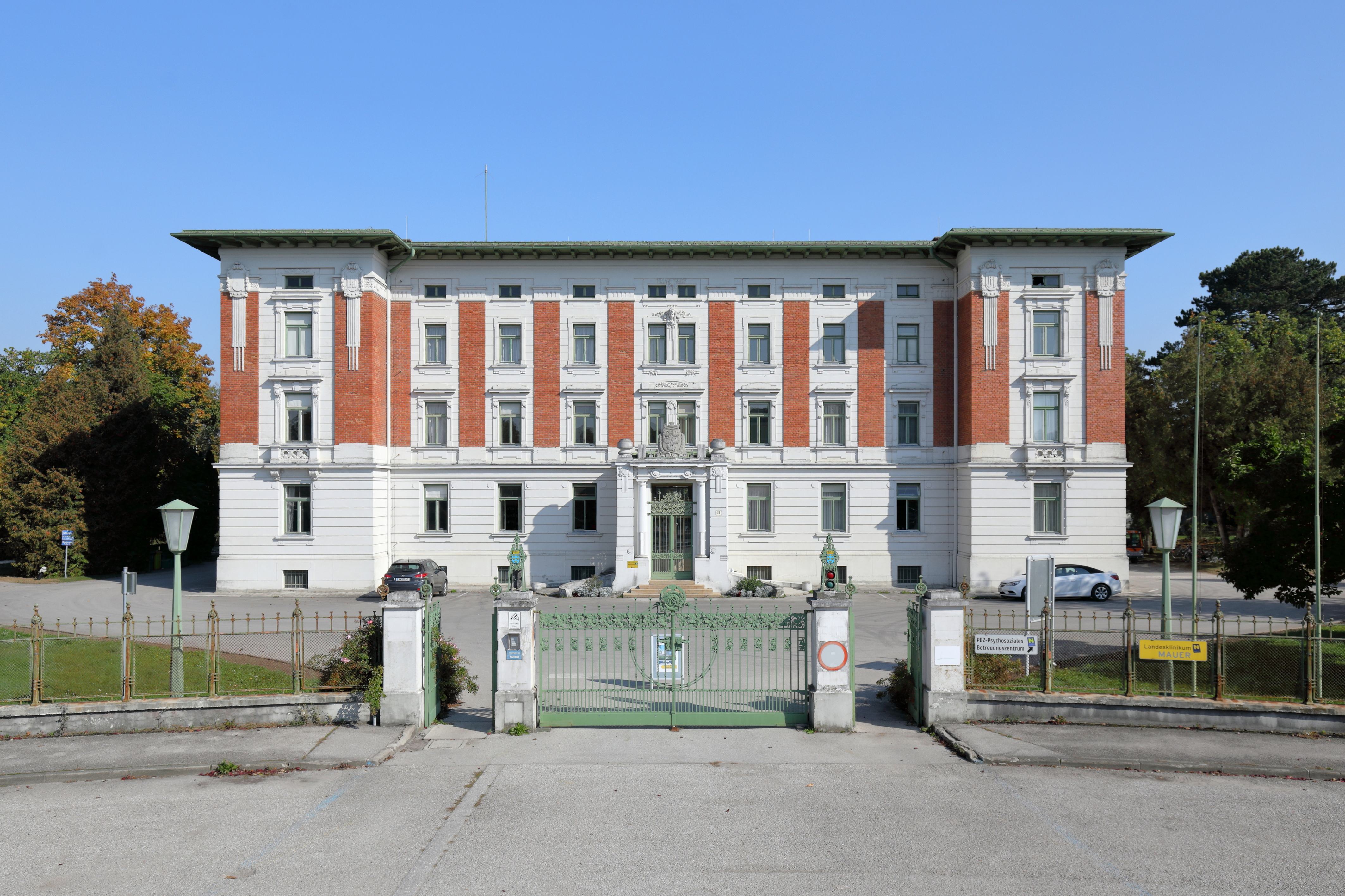
Административное здание государственной больницы в Мауэре недалеко от Амштеттена, автор Карло фон Буг.

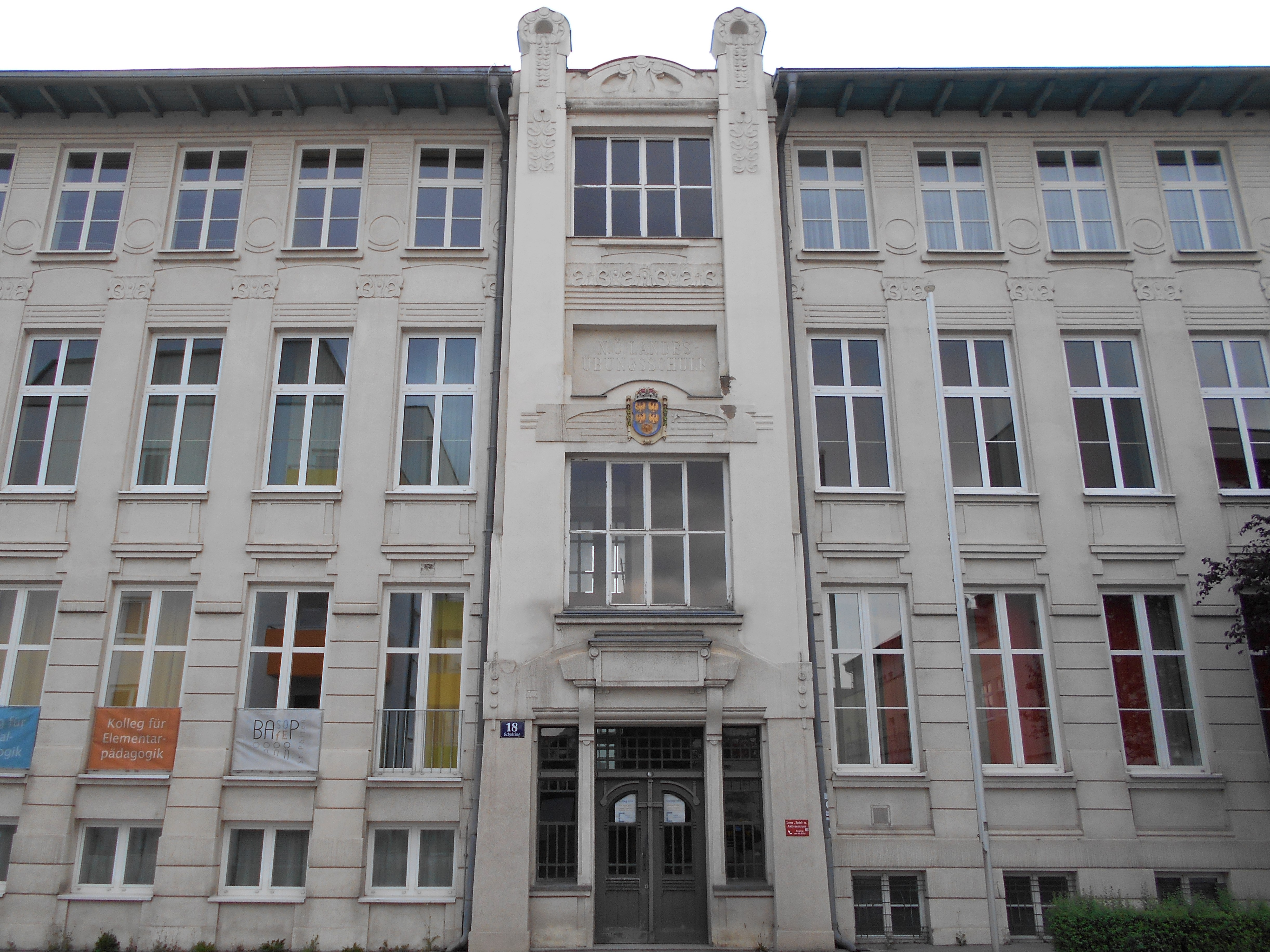
Федеральная академия социальной работы в Санкт-Пельтене, построенная в 1900/01 году в стиле, на который сильно повлиял Отто Вагнер и его школа.

## Биография
Карло фон Буг провел свое детство в тогдашней австрийской Верхней Италии. Он учился в школе в Венеции, затем поселился в Вене, чтобы получить степень инженера в Венском техническом университете . После окончания университета фон Буг сначала работал журналистом в технических журналах.
Буг приобрел соответствующий опыт во время расширения учреждений Кирлинг-Гуггинг и Аллентштайг и стал архитектором и руководителем проекта государственного санатория и дома престарелых для душевнобольных в Мауэре близ Амштеттена, который был построен с 1898 по 1902 год как здание в стиле модерн в так называемом павильонном стиле. Карло фон Бугу также было поручено спланировать государственный санаторий и психиатрическую лечебницу Нижней Австрии в Штайнхофе, которая открылась в 1907 году. Эта больница также была спроектирована как павильон. Архитектор Отто Вагнер разработал план участка и церковь Штайнхоф, а больничные павильоны, знаменитый театр, административные и кухонные здания были спроектированы Карло фон Бугом и Францем Бергером, архитектором женских клиник Венского общего госпиталя. в 1904 году. Во время планирования у фон Буга были горячие споры с Вагнером.
В провинциальных службах Нижней Австрии он заслужил заслуги в строительстве мостов и дорог, что принесло ему почетное гражданство более чем в 30 общинах. В 1899 году фон Буг подал патент № 4670 на «бетонный потолок с железной арматурой, сделанной из железных балок и плоского железа, размещенного по краю без взаимного соединения».
Карло фон Буг всю жизнь оставался холостяком. Он построил «Виллу Бетония» в Кляйнвине для своей матери. Его четыре младших брата, в том числе позже фельдмаршал лейтенант Кук армии Адольф фон Буг и две сестры жили со своими семьями в Кляйнвине в летние месяцы. Его отец Венцель Боог был офицером австрийской полиции и был возведен в потомственное дворянство по случаю выхода на пенсию в 1899 году. Вот почему сын носил «фон» с 45 лет. Как и его отец, он был кавалером Ордена Франца-Иосифа. Карло фон Буг умер от сердечного приступа в возрасте 51 года. Вскоре после его смерти он был забыт и только в 1980-х годах вновь были заново «открыты» его работы.

## Использованная литература
- Элизабет Коллер-Глюк, Петер Кунерт: Карло фон Буг и Мауэр-Олинг. Государственный санаторий и дом престарелых кайзера Франца Иосифа Мауэр-Олинг. Жемчужина стиля модерн в Нижней Австрии. Издательство Lower Austrian Press House, Вена, 1988 г., ISBN 3-85326-863-3 .